# Joncquière (rivière)
La Joncquière est une petite rivière franco-belge qui est affluent direct de la Meuse, en rive gauche. Prenant sa source dans les bois au sud de Vodelée (province de Namur) il traverse les villages de Doische et Vaucelles. Traversant la frontière franco-belge elle contourne le château fort de Hierges et se jette dans la Meuse à Aubrives (Ardennes).

## Parcourt
Créant le site naturel protégé de la ‘Vallée de la Joncquière’, la rivière est située en Calestienne, une sous-région de l’Entre-Sambre-et-Meuse. Son parcours pittoresque et vallonné n’a pas plus de 21 kilomètres dont approximativement 15 km en Belgique.